# George Morfogen
George Morfogen (Bronx, 1933. március 30. – New York, 2019. március 8.) amerikai színész.

## Filmjei

### Mozifilmek
- Mi van, doki? (What's Up, Doc?) (1972)
- A sakkozó tolvaj (The Thief Who Came to Dinner) (1973)
- Daisy Miller (1974)
- Those Lips, Those Eyes (1980)
- Times Square (1980)
- És mindenki nevetett (They All Laughed) (1981)
- Szívrablók (Heartbreakers) (1984)
- A szerelem jogán (Illegally Yours) (1988)
- Húszdolláros komédia (Twenty Bucks) (1993)
- A tűz melege (The Substance of Fire) (1996)
- A csendestárs (The Associate) (1996)
- Charlie Hoboken (1998)
- Waltzing Anna (2006)
- The Marconi Bros. (2008)
- Megőrjít a csaj (She's Funny That Way) (2014)

### Tv-filmek
- The Adams Chronicles (1976)
- Special Bulletin (1983)
- Blood Feud (1983)
- V (1983)
- V: The Final Battle (1984)
- A Deadly Business (1986)
- Kojak: Végzetes vonzalmak (Kojak: Fatal Flaw) (1989)
- Fogadkozások és hazugságok (Deadly Matrimony) (1992)
- Rescuers: Stories of Courage: Two Women (1997)

### Tv-sorozatok
- Kojak (1976, egy epizódban)
- Great Performances (1977, egy epizódban)
- Standing Room Only (1981, egy epizódban)
- Remington Steele (1982, egy epizódban)
- Egy kórház magánélete (St. Elsewhere) (1983, egy epizódban)
- Sadat (1983, két epizódban)
- The Equalizer (1985, 1987, két epizódban)
- Screen Two (1986, egy epizódban)
- Tattingers (1988, két epizódban)
- Utóirat: Szeretlek (P.S.I. Luv U) (1991, egy epizódban)
- Esküdt ellenségek (Law & Order) (1991, 2000, két epizódban)
- New York News (1995, egy epizódban)
- Lifestories: Families in Crisis (1996, egy epizódban)
- Oz (1997–2003, 56 epizódban)
- American Masters (2004, hang, egy epizódban)
- The Jury (2004, egy epizódban)
- A hatalom hálójában (Damages) (2010, két epizódban)
- Esküdt ellenségek: Különleges ügyosztály (Law & Order: Special Victims Unit) (2016, egy epizódban)